# Gordon Budd Irving
Gordon Budd Irving, kanadski letalski častnik, vojaški pilot in letalski as, * 16. maj 1898, Toronto, Ontario, † 11. avgust 1918.
Stotnik Irving je v svoji vojaški službi dosegel 12 zračnih zmag.

## Življenjepis
Med prvo svetovno vojno je bil pripadnik Kraljevega letalskega korpusa, nato pa Kraljevega vojnega letalstva.

## Odlikovanja
- Distinguished Flying Cross (DFC)